# Older (альбом)
Older (рус. Старше) — третий студийный альбом британского поп-певца Джорджа Майкла, выпущенный 13 мая 1996 года в Европе и на следующий день в США.
Older — первый альбом после Listen Without Prejudice Vol. 1, который был выпущен в 1990 году; пятилетний перерыв был связан с отказом Джорджа выпускать альбомы, пока не истечёт его контракт с «Sony». В Великобритании альбом стал наиболее успешной записью Майкла — 1,8 млн копий — больше, чем оба предшественника, вместе взятые. Альбом был очень популярен в Европе, но в США не имел успеха.
Сингл-версия трека «The Strangest Thing» — «The Strangest Thing '97», — ремикшированная и перезаписанная версия с более быстрым, танцевальным темпом.
Через 18 месяцев после выпуска было выпущено переиздание альбома — Older&Upper.

## Список композиций
Все песни написаны Майклом, за исключением помеченных.
| №                   | Название                                   | Длительность |
| ------------------- | ------------------------------------------ | ------------ |
| 1.                  | «Jesus to a Child»                         | 6:50         |
| 2.                  | «Fastlove» (Джон Дуглас, Майкл)            | 5:24         |
| 3.                  | «Older»                                    | 5:33         |
| 4.                  | «Spinning the Wheel» (Дуглас, Майкл)       | 6:21         |
| 5.                  | «It Doesn't Really Matter»                 | 4:50         |
| 6.                  | «The Strangest Thing»                      | 6:01         |
| 7.                  | «To Be Forgiven»                           | 5:21         |
| 8.                  | «Move On»                                  | 4:45         |
| 9.                  | «Star People»                              | 5:16         |
| 10.                 | «You Have Been Loved» (Дэвид Остин, Майкл) | 5:31         |
| 11.                 | «Free»                                     | 3:00         |
| Общая длительность: | Общая длительность:                        | 58:52        |

Примечания: На кассетном издании первая сторона содержит треки 1-5; вторая сторона — 6-11.
| №                   | Название                                                                                               | Длительность |
| ------------------- | --- | ------------ |
| 1.                  | «Fastlove (Part II)»                                                                                   | 4:54         |
| 2.                  | «Spinning the Wheel» (Forthright Mix)                                                                  | 4:41         |
| 3.                  | «Star People '97» (Radio Version)                                                                      | 5:41         |
| 4.                  | «The Strangest Thing '97» (Radio Version)                                                              | 4:40         |
| 5.                  | «You Know That I Want To»                                                                              | 4:36         |
| 6.                  | «Safe»                                                                                                 | 4:27         |
| 7.                  | «Дополнительные материалы» (включая клипы на «Jesus to a Child», «Fastlove», and «Spinning the Wheel») |              |
| Общая длительность: | Общая длительность:                                                                                    | 28:59        |